# Dan Nistor
Dan Nistor (* 5. Juni 1988 in Rucăr, Kreis Argeș) ist ein rumänischer Fußballspieler. Der Mittelfeldspieler steht seit Januar 2018 bei Dinamo Bukarest unter Vertrag.

## Karriere

### Verein
Die Karriere von Nistor begann im Jahr 2008 bei Internațional Curtea de Argeș in der Liga II. Nach dem Aufstieg 2009 wurde er an Dacia Mioveni ausgeliehen. Nach Ende des Leihgeschäfts kehrte er im Sommer 2010 nicht zu Internațional zurück, dem die Lizenz entzogen war, sondern heuerte bei Erstligist Pandurii Târgu Jiu an. Bei Pandurii avancierte er zur Stammkraft. Nach dem Klassenerhalt 2011 und einer Mittelfeldplatzierung ein Jahr später schloss er mit seinem Team die Spielzeit 2012/13 als Vizemeister hinter Steaua Bukarest ab und qualifizierte sich für die Europa League.
Im August 2013 wechselte Nistor zum französischen Erstligisten FC Évian Thonon Gaillard, wo er einen Vier-Jahres-Vertrag unterschrieb. In der Hinrunde 2013/14 kam er in Évian nur auf sechs Einsätze. Anfang 2014 vereinbarte der Klub ein halbjähriges Leihgeschäft mit Nistors früherem Klub Pandurii Târgu Jiu, das im Sommer 2014 um ein Jahr verlängert wurde. Im Sommer 2015 nahm Pandurii Nistor fest unter Vertrag. Ende August 2016 schloss er sich Dinamo Bukarest an. In der Hinrunde der Saison 2017/18 spielte er dann für den CFR Cluj und kehrte in der Winterpause wieder zurück zu Dinamo Bukarest.

### Nationalmannschaft
Nistor wurde erstmals im November 2012 von Nationaltrainer Victor Pițurcă ins Aufgebot der rumänischen Nationalmannschaft berufen. Im Freundschaftsspiel gegen Belgien am 14. November 2012 kam er eine Halbzeit lang zum Einsatz. Nachdem er im Februar 2013 gegen Australien ebenfalls im Kader gestanden hatte, nicht aber zum Einsatz gekommen war, bestritt er am 4. Juni 2013 gegen Trinidad und Tobago sein zweites Länderspiel.

## Erfolge
- Rumänischer Vizemeister: 2013